# Дроген
Дроген (нем. Drogen) — ранее община в районе Альтенбург. Германии, в земле Тюрингия. Подчинялась управлению Альтенбургер Ланд. Муниципалитет Дроген состоял из двух подразделений: Дроген и Мохлис. В 2029 году населённый пункт вошёл в состав города Шмёльн.
Население составляло 146 человек (на 31 декабря 2010 года). Занимает площадь 4,26 км².
У Дрогена необычное название (в переводе с немецкого оно означает «наркотики»), из-за чего его уличный знак часто воруют.  